# Horton (Surrey)
Horton – wieś w Anglii, w hrabstwie Surrey, w dystrykcie Epsom and Ewell. Leży 21 km na południowy zachód od centrum Londynu.